# Lista do Patrimônio Mundial no Níger
A Organização das Nações Unidas para a Educação, a Ciência e a Cultura (UNESCO) propôs um plano de proteção aos bens culturais do mundo, através do Comité sobre a Proteção do Património Mundial Cultural e Natural, aprovado em 1972. Esta é uma lista do Patrimônio Mundial existente no Níger, especificamente classificada pela UNESCO e elaborada de acordo com dez principais critérios cujos pontos são julgados por especialistas na área. O Níger ratificou a convenção em 10 de novembro de 1960, tornando seus locais históricos elegíveis para inclusão na lista.
O sítio Reserva natural de Aïr e do Ténéré foi o primeiro sítio do Níger designado Patrimônio Mundial pela UNESCO por ocasião da 15ª Sessão do Comité do Patrimônio Mundial, realizada em Cartago (Tunísia). Desde a mais recente adesão, o Níger conta com três sítios inscritos na lista do Patrimônio Mundial, sendo dois sítios de classificação Natural e um sítio de classificação Cultural. 

## Bens culturais e naturais
O Níger conta atualmente com os seguintes lugares declarados como Patrimônio da Humanidade pela UNESCO:
| | Reserva natural de Aïr e do Ténéré |
| Bem natural inscrito em 1991. |                                    |
| Localização: Arlit |                                    |
| Esta é a maior área protegida da África, abrangendo cerca de 7,7 milhões de hectares, embora a área considerada um santuário protegido constitua apenas um sexto da área total. Inclui o maciço rochoso vulcânico do Aïr, um pequeno bolsão do Sahel, isolado no que diz respeito ao clima e à flora e fauna, e situado no deserto saariano de Ténéré. As reservas apresentam uma notável variedade de paisagens, espécies vegetais e animais selvagens. (UNESCO/BPI) |                                    |

| | Complexo W-Arly-Pendjari |
| Bem natural inscrito em 1996, estendido em 2017. |                          |
| Este bem é compartilhado com: Benim e Burquina Fasso. |                          |
| Localização: Tillabéri |                          |
| Esta extensão transnacional (Benin e Burkina Faso) do Parque Nacional W do Níger, inscrito em 1996 na lista do Patrimônio Mundial, cobre uma grande expansão da savana sudanesa-saheliana intacta, com tipos de vegetação, incluindo pastagens, matas, savanas de árvores e uma extensa galeria florestal. Inclui o maior e mais importante ecossistema terrestre, semiaquático e aquático contínuo no Cinturão de Savana da África Ocidental. O local é um refúgio para espécies de vida selvagem que desapareceram ou estão seriamente ameaçadas. Abriga a maior população de elefantes da África Ocidental e a maioria dos mamíferos típicos da região, como o peixe-boi africano, guepardo, leão e leopardo. Também abriga a única população de leões viável da região. (UNESCO/BPI) |                          |

| | Centro Histórico de Agadèz |
| Bem cultural inscrito em 2013. |                            |
| Localização: Agadèz |                            |
| Conhecida como a porta de entrada para o deserto, Agadèz, no extremo sul do deserto do Saara, desenvolveu-se nos séculos XV e XVI quando foi estabelecido o Sultanato de Air e as tribos tuaregues foram sedentarizadas na cidade, respeitando os limites dos antigos acampamentos, que deu origem a um padrão urbano ainda em vigor hoje. O centro histórico da cidade, importante entroncamento do comércio de caravanas, é dividido em 11 bairros com formas irregulares. Eles abrigam inúmeras moradias de terra e um grupo bem preservado de edifícios palacianos e religiosos, incluindo um minarete de 27 metros de altura feito inteiramente de tijolos de barro, a estrutura mais alta deste tipo do mundo. O local é marcado por tradições ancestrais culturais, comerciais e artesanais ainda hoje praticadas e apresenta exemplares excepcionais e sofisticados da arquitetura de barro. (UNESCO/BPI) |                            |

## Lista Indicativa
Em adição aos sítios inscritos na Lista do Patrimônio Mundial, os Estados-membros podem manter uma lista de sítios que pretendam nomear para a Lista de Patrimônio Mundial, sendo somente aceitas as candidaturas de locais que já constarem desta lista. Desde 2020, o Níger possui 19 locais na sua Lista Indicativa.
| Sítio                                                      | Imagem | Localização | Ano  | Dados UNESCO               | Descrição |
| ---------------------------------------------------------- | ------ | ----------- | ---- | -------------------------- | --- |
| A cidade antiga de Zinder, distrito de Birni e o sultanato |        | Zinder      | 2006 | Cultural: (ii)(iii)(iv)(v) | Zinder, antiga capital do Níger e capital do mesmo departamento, apresenta fatos históricos e culturais indiscutíveis. Esta cidade, que foi capital do Níger de 1911 a 1926, beneficiou-se da sua localização estratégica entre o Saara e a Nigéria no contexto do comércio trans-saariano e entre Niamei e o Chade.                                                                                     |
| Palácio do Djermakoy de Dosso                              |        | Dosso       | 2006 | Cultural                   | O Palácio do Djermakoy de Dosso foi construído em 1904, logo após a ascensão ao trono do Djermakoy (Chefe) Abdou Aoûta. O reinado dos Djermakoy começou no século XV, quando Boukar, filho de Tagur Gana, se estabeleceu em Zigui. Os sete Djermakoy desaparecidos estão todos sepultados no parque do palácio, onde se ergue uma grande necrópole real.                                                 |
| Mesquitas de terracota da região de Tahoua                 |        | Tahoua      | 2006 | Cultural                   | A paisagem cultural da região de Tahoua é caracterizada por construções de terracota, em particular mesquitas construídas pelo "mestre-arquiteto construtor" Elhadj Mamoudou conhecido como Falké e seu aprendiz, o mestre construtor Elhadj Habou. Algumas dessas mesquitas são reconhecidas em todo o mundo, principalmente a Mesquita de Yaama, que recebeu o Prêmio Aga Khan de Arquitetura em 1986. |
| Roteiros culturais do deserto do Saara: Rota do sal        |        | Agadez      | 2006 | Cultural                   | A Rota do Sal parte do Aïr, atravessa o deserto do Ténéré e chega finalmente a Bilma, onde se situam as salinas, local onde se extrai o sal essencial às transações comerciais. Há vários séculos, esta rota têm sido palco de um comércio de caravanas. Os tuaregues Kel Owey dominam esta atividade na região.                                                                                         |
| Planalto de Djado                                          |        | Agadez      | 2006 | Cultural: (i)(iii)         | O sítio do Djado é um complexo fortificado muito antigo, localizado em uma das regiões mais inacessíveis de montanhas e planaltos hiper-áridos do Saara central. O interesse nesta área se dá pelos arqueólogos que redescobriram inúmeros sítios de indústria lítica e ruínas de cidades antigas. |
| Sítio arqueológico de Bura                                 |        | Tillabéri   | 2006 | Cultural                   | O sítio arqueológico da Necrópole de Bura foi descoberto por acaso em 1975. A articulação geral do sistema de ocupação do espaço em Bura parece girar em torno de dois pólos, a necrópole e o altar religioso. |
| Área das Girafas                                           |        | Dosso       | 2006 | Natural: (ix)              | A Área das Girafas está classificada como uma Reserva da biosfera inserida no Parque Nacional W do Níger devido à presença de uma espécie emblemática, a girafa-africana-ocidental (Giraffa camelopardalis peralta). As girafas da região de Kouré e do norte de Dallol Bosso são a subespécie mais recente no Níger e da África Ocidental.                                                              |
| Maciço do Termit                                           |        | Zinder      | 2006 | Natural: (vii)             | A área do Maciço do Termit possui clima subdesértico ou desértico. A vegetação é do tipo estepe do agrupamento Acacia-Panicum nas vertentes oeste e sul e estepes de gramados a leste. A fauna consiste na única população restante conhecida de Adax (Addax nasomaculatus) e em gazelas-dama (Nanger dama).                                                                                             |